# Gavray-sur-Sienne
Gavray-sur-Sienne é uma comuna francesa na região administrativa da Normandia, no departamento da Mancha. Estende-se por uma área de 38.02 km². Em 2010 a comuna tinha 1 988 habitantes (densidade: 52,3 hab./km²).
Foi criada em 1 de janeiro de 2019, a partir da fusão das antigas comunas de Gavray (sede da comuna), Le Mesnil-Amand, Le Mesnil-Rogues e Sourdeval-les-Bois.